# Denis Thwaites
Denis Thwaites (* 14. Dezember 1944 in Stockton-on-Tees; † 26. Juni 2015 in Port El-Kantaoui, Tunesien) war ein englischer Fußballspieler.

## Sportlicher Werdegang
Thwaites rückte im Herbst 1961 im Alter von 16 Jahren in die Wettkampfmannschaft von Birmingham City auf. Der Außenstürmer unterzeichnete 1962 seinen ersten Profivertrag beim Klub und kam zu Beginn der Spielzeit 1962/63 aufgrund einer Verletzung der Stammkraft Bertie Auld zu regelmäßigen Spieleinsätzen in der First Division. Zwar kam er in den folgenden Jahren häufiger zum Einsatz, letztlich verpasste er den Durchbruch auch aufgrund einer Nervenkrankheit, nach der er nicht vor größeren Menschenmengen spielen konnte, und beendete im Alter von 27 Jahren 1972 seine Profilaufbahn.
Nach seinem Karriereende fand Thwaites eine Anstellung beim Automobilhersteller Rover, für dessen Betriebsmannschaft in Solihull er in den 1970er Jahren spielte. Später zog er nach Blackpool, wo er als Portier in einem Krankenhaus arbeitete.
Während eines Urlaubsaufenthaltes in Tunesien wurde Thwaites am 26. Juni 2015 gemeinsam mit seiner ein Jahr jüngeren Ehefrau Opfer des Anschlags auf mehrere Hotels in Port El-Kantaoui, bei dem 38 Menschen und der mit einer Kalaschnikow und Handgranaten bewaffnete Attentäter ums Leben kamen. Bei einem Saisonvorbereitungsspiel seines ehemaligen Klubs Birmingham City am 1. August gegen Leicester City wurde eine Schweigeminute gehalten.